# Episodi di Dance Academy (prima stagione)
La prima stagione di Dance Academy è stata trasmessa in Australia su ABC1 dal 31 maggio al 5 luglio 2010.
In Italia la stagione è stata trasmessa in prima visione su Mya dal 5 al 19 marzo 2011. In chiaro è trasmessa su Boing dal 19 ottobre 2015.
| nº | Titolo originale            | Titolo italiano                    | Prima TV Australia | Prima TV Italia |
| -- | --------------------------- | ---------------------------------- | ------------------ | --------------- |
| 1  | Learning to Fly, Part 1     | Imparare a Volare                  | 31 maggio 2010     | 5 marzo 2011    |
| 2  | Week Zero                   | Settimana Zero                     | 1º giugno 2010     | 5 marzo 2011    |
| 3  | Behind Barres               | Dietro la sbarra                   | 2 giugno 2010      | 7 marzo 2011    |
| 4  | Minefield                   | Campo minato                       | 3 giugno 2010      | 7 marzo 2011    |
| 5  | Real Men Don't Dance        | Paura di vincere                   | 4 giugno 2010      | 8 marzo 2011    |
| 6  | Perfection                  | Perfezione                         | 7 giugno 2010      | 8 marzo 2011    |
| 7  | Crush Test Dummies          | Due mondi a confronto              | 8 giugno 2010      | 9 marzo 2011    |
| 8  | Growing Pains               | Crescere è un problema             | 9 giugno 2010      | 9 marzo 2011    |
| 9  | Heartbeat                   | Grandi occasioni                   | 10 giugno 2010     | 10 marzo 2011   |
| 10 | Through the Looking Glass   | Segreti imbarazzanti               | 11 giugno 2010     | 10 marzo 2011   |
| 11 | One Perfect Day             | Una giornata perfetta              | 14 giugno 2010     | 11 marzo 2011   |
| 12 | Pressure                    | Sotto pressione                    | 15 giugno 2010     | 11 marzo 2011   |
| 13 | Family                      | Genitori e figli                   | 16 giugno 2010     | 12 marzo 2011   |
| 14 | Turning Pointes             | Si ricomincia                      | 17 giugno 2010     | 12 marzo 2011   |
| 15 | My Life En Pointe           | La mia vita sulle punte            | 18 giugno 2010     | 14 marzo 2011   |
| 16 | Free Falling                | Controllo                          | 21 giugno 2010     | 14 marzo 2011   |
| 17 | A Midsummer's Night's Dream | Sogno di una notte di mezza estate | 22 giugno 2010     | 15 marzo 2011   |
| 18 | Betty Bunheads              | Cambio di look                     | 23 giugno 2010     | 15 marzo 2011   |
| 19 | Fairest and Best            | Un posto per crescere              | 24 giugno 2010     | 16 marzo 2011   |
| 20 | Ballet Fever                | ...E dopo la vita                  | 25 giugno 2010     | 16 marzo 2011   |
| 21 | FOMO: Fear of Missing Out   | Paura di perdersi                  | 28 giugno 2010     | 17 marzo 2011   |
| 22 | Flight or Fight Response    | Fuggire o combattere               | 29 giugno 2010     | 17 marzo 2011   |
| 23 | BFF: Best Friends Forever   | Amici da aiutare                   | 30 giugno 2010     | 18 marzo 2011   |
| 24 | Heatwave                    | I provini                          | 1º luglio 2010     | 18 marzo 2011   |
| 25 | The Deep End                | Lo Schiaccianoci                   | 2 luglio 2010      | 19 marzo 2011   |
| 26 | Learning to Fly, Part 2     | Il Momento della Verità            | 5 luglio 2010      | 19 marzo 2011   |

## Imparare a Volare
- Titolo originale: Learning to Fly, Part 1
- Diretto da: Cherie Nowlan
- Scritto da: Jeffrey Walker

### Trama
Fiduciosa che tutti i suoi sogni stanno per avverarsi, la quindicenne Tara Webster si reca a Sydney per partecipare ad un provino per la più prestigiosa scuola di danza del paese, l'Accademia Nazionale di Danza. Appena giunta all'Accademia fa la conoscenza con Kat, ragazza esuberante e ribelle, che per farle uno scherzo la indirizza nello spogliatoio maschile anziché in quello femminile. All'interno dello spogliatoio Tara viene sorpresa da Christian, il quale per farle capire che è lei ad aver sbagliato stanza e non lui le indica la presenza nei bagni degli orinatoi. Mentre la ragazza inizia a rivestirsi per andarsene, entra nello spogliatoio Ethan, il quale convinto di aver interrotto qualcosa se ne va via di corsa. Tara, rimasta affascinata dal giovane, le corre dietro per spiegargli l'accaduto. Il ragazzo poi le indica lo spogliatoio femminile.
Durante i provini, Tara ha modo di conoscere altri ragazzi come la sua compagna di stanza Abigail e il timido Sammy.
- Altri interpreti: Tara Morice (Miss Raine), Robert Alexander (Mr Kennedy), Steve Vidler (Neil Webster), Josef Brown (Patrick), Anne Looby (Dr. Wicks), Olivia Cianci (Georgia), Claire Cohen (Hazel), Tahlie Gavin (Tara bambina), Stephen Multari (Tim), Matt Lee (Sean) (non accreditato), Jessie McLachlan (Ballerina) (non accreditata), Millie Spencer-Brown (Shelley) (non accreditata)

## Settimana Zero
- Titolo originale: Week Zero
- Diretto da: Jeffrey Walker
- Scritto da: Sarah Lambert

### Trama
Inizia l'anno scolastico all'Accademia. Tara si ritrova in stanza con Abigail mentre Kat condivide la stanza con Sammy. Tara resta molto amareggiata dal fatto che Miss Raine non le permetterà di ballare con le altre ragazze fino a quando la sua tecnica non sarà migliorata. Le cose non vanno troppo bene neppure per Sammy che è costretto ad indossare scarpe da punta per rinforzare le caviglie causandogli così derisioni da parte degli altri ragazzi.
Una notte Tara e Kat partecipano ad un rituale di iniziazione che prevede che entrambe si gettino in mare dal tetto di un capannone. Ethan sgrida la sorella per avervi partecipato.
Convinta che Miss Raine ce l'abbia con lei, Tara chiede aiuto ad Abigail, la quale le consiglia di ballare nonostante il divieto dell'insegnante in modo da mostrarle di cosa lei è capace. Tara dandole ascolto si mette a ballare con le altre, scatenando le ire di Miss Raine.
Per zittire i commenti sarcastici su Sammy, Kat fa credere agli altri ragazzi che il ragazzo e lei abbiano una storia e che lui sia molto più maschio di tutti loro messi insieme.
Scoperto che Abigail ha cercato di sabotare la sua audizione, Tara colpisce la ragazza con le sue scarpe da punta. Poi capisce che i suoi migliori amici li dentro sono sicuramente Kat e Sammy e decide di trascorrere con loro tutto il suo tempo di permanenza all'Accademia.
- Altri interpreti: Tara Morice (Miss Raine), Josef Brown (Patrick), Steve Vidler (Neil Webster), Vanessa Gray (Jan Webster), Deborah Kennedy (Miss Histead), Cariba Heine (Isabelle), Matt Lee (Sean), Zika Nester (Tikkinova), Shayni Notelovitz (Bonnie), Susan Honeybrook (Gloria), Lucy Quian (Amica di Isabelle), Sarah Grieve (Kat Jump Double), Marlee Barber (Tara Jump Double), Olivia Cianci (Georgia) (non accreditata), Jessie McLachlan (Jade) (non accreditata)
- Note: 
  - Jordan Rodrigues, accreditato nella sigla, è invece assente dall'episodio.
  - Se quanto accaduto fosse reale, Tara sarebbe stata accusata di aggressione e cacciata dalla National Dance Academy di Sydney per aver colpito Abigail con le sue scarpe da punta e la stessa Abigail sarebbe stata cacciata per aver cercato di sabotare Tara.

## Dietro la sbarra
- Titolo originale: Behind Barres
- Diretto da: Jeffrey Walker
- Scritto da: Sam Carroll

### Trama
Christian viene arrestato insieme ad alcuni amici e gli viene detto che in attesa del processo può essere scarcerato se qualcuno si assumerà l'incarico di garantire per lui. Poiché sua madre è morta e suo padre lo ha abbandonato, Christian prova a telefonare a suo fratello e quando egli non risponde contatta il signor Kennedy. Il ragazzo è così costretto a rimanere all'Accademia come parte delle sue condizioni di libertà su cauzione.
Tara vuole trasferirsi in stanza con Kat, ma Abigail si rifiuta di firmare il modulo per chiedere il cambio della stanza. Determinata a far cambiare idea ad Abigail, Kat inizia a tormentarla con ogni mezzo.
Intanto Tara si scopre ogni giorno sempre di più innamorata di Ethan ma si spaventa quando scopre che Kat non tollera le amiche che frequentano suo fratello. Preoccupato del fatto che la cotta di Tara rovinerà l'amicizia tra le due, Sammy cerca di aiutare Tara scrivendo insieme a lei una lista dei pro e dei contro su Ethan.
Convinto delle doti di ballerino di Christian, il signor Kennedy lo affida sotto la tutela di Ethan. Approfittando di un momento di assenza del giovane, Christian gli ruba il portafoglio. Quando Ethan lo scopre va su tutte le furie ma decide comunque di non denunciarlo.
Nella speranza che Abigail si decida a firmare il modulo, Kat e Tara la rinchiudono a chiave dentro la stanza. Furiosa la ragazza decide di vendicarsi inviando per posta elettronica l'elenco che ha fatto Tara su Ethan a tutta la scuola.
- Altri interpreti: Tara Morice (Miss Raine), Robert Alexander (Mr Kennedy), Josef Brown (Patrick), Cariba Heine (Isabelle), Alice Markinson (Legal Aid Office), Luke Bracey (Aaron), Neal Horton (Joel), Elizabeth McLean (Poliziotta), David Palfrey (Poliziotto), Judd Wild (Christian Stunt Double), Ben Toyer (Aaron Stunt Double), Matt Lee (Sean) (non accreditato), Jessie McLachlan (Jade) (non accreditata)

## Campo minato
- Titolo originale: Minefield
- Diretto da: Jeffrey Walker
- Scritto da: David Ogilvy

### Trama
Per il corso di pas-de-deux, l'istruttore Patrick assegna ad ogni ragazza un ragazzo con cui fare coppia: Tara viene accoppiata con Christian, Abigail con Sammy e Kat con Sean. Per aiutare i ragazzi a connettersi con i loro partner, gli vengono poi assegnati diversi esercizi di fiducia.

Tara deve fare venti domande a Christian, il quale si rifiuta di partecipare all'esercizio e si dirige verso la spiaggia con il suo inseparabile skateboard. La ragazza decide quindi di seguirlo insieme a Kat e Sean, i quali devono a turno bendarsi e farsi guidare dal proprio partner. Christian, appare sempre più seccato di dover rispondere alle domande della ragazza, la quale finisce così col trascorrere il resto della giornata a giocare a pallone con Ethan e i suoi amici.

Intanto, Abigail deve restare legata da una corda a Sammy per ventiquattr'ore ed entrambi non sono per niente entusiasti della cosa. Il problema per i due si verifica quando Sammy ha bisogno di andare in bagno. Non riuscendo a far pipì sapendo che lei potrebbe stare ad ascoltare, costringe la ragazza a fischiettare fino a quando non ha espletato il suo bisogno.

Rimasta da sola in spiaggia dopo che Ethan e i suoi amici sono andati via, Tara decide di tornare in Accademia da sola, ma viene importunata da due teppisti locali. Christian arriva in tempo a salvarla e poi risponde ad alcune sue domande. Il ragazzo tra l'altro informa Tara di non essere stato lui a far sapere a tutti del suo "incidente" nello spogliatoio dei maschi avvenuto nel suo primo giorno all'Accademia.

Il giorno seguente Abigail va su tutte le furie quando scopre che Sammy ha letto male il foglio del compito assegnato ai due: infatti dovevano restare legati 2-4 ore e non 24. Tara, invece, affronta Ethan e gli domanda se sia stato lui a mettere in giro la voce che lei frequenta lo spogliatoio maschile ed il ragazzo ammette la cosa. Ethan poi le fa intendere che tra di loro non ci sarà mai nulla. In lacrime, Tara si rifugia nel bagno delle ragazze dove Kat la raggiunge e la consola.
- Altri interpreti: Tara Morice (Miss Raine), Josef Brown (Patrick), Matt Lee (Sean), Cariba Heine (Isabelle), Jackson Heywood (Revhead # 1), Judd Wild (Revhead Driver), Stephen Multari (Tim), Jessie McLachlan (Jade) (non accreditata)

## Paura di vincere
- Titolo originale: Real Men Don't Dance
- Diretto da: Jeffrey Walker
- Scritto da: Michael Miller

### Trama
Sammy prende una "B+" nel compito di inglese ed inizia a temere per il suo futuro da ballerino perché suo padre ha accettato di fargli frequentare l'Accademia a condizione che non interferisca con i suoi studi accademici o con un'adeguata osservanza religiosa. Tra l'altro Sammy ha iniziato a fingersi malato un sabato si ed uno no per poter saltare le lezioni e frequentare la sinagoga e viceversa mentendo così sia alla sua famiglia e ai suoi professori.

Il signor Kennedy dice a Christian che dovrebbe impegnarsi di più come ballerino perché ha molto talento e lo prega di dare maggiore ascolto ai suoi insegnanti. Christian, essendo però molto testardo, si scontra con il professor Patrick e finisce con lo sfidarlo ad una gara di ballo.

Nel frattempo, Tara è determinata a dimenticare Ethan e concentrarsi maggiormente sul ballo, ma la cosa non è facile come aveva pensato.

Alla fine Sammy decide, contro il volere del padre, di restare all'Accademia e di diventare un ballerino e non un dottore.
- Altri interpreti: Tara Morice (Miss Raine), Robert Alexander (Signor Kennedy), Josef Brown (Patrick), Tony Cogin (Dr. Lieberman), Monique Spanbrook (Mrs Lieberman), Narek Armaganian (Ari Lieberman), Stephen Multari (Tim), Joseph Williams (Groundsman), Maureen Carlisle (Nonna di Sammy), Matt Lee (Sean) (non accreditato), Jessie McLachlan (Jade) (non accreditata)

## Perfezione
- Titolo originale: Perfection
- Diretto da: Ian Gilmour
- Scritto da: Samantha Strauss

### Trama
Natasha Willis, famosa ballerina e l'idolo di Tara, si trova temporaneamente all'Accademia come insegnante e Tara resta sbalordita nell'apprendere che la donna è la madre di Kat. La ragazza per assomigliare di più al suo idolo arriva addirittura a tingersi di nero i capelli. Successivamente Tara accetta l'invito della donna a osservare una sua performance nel backstage e resta sconvolta nell'ascoltarla dire ad un'altra ballerina che la ragazza è una pessima ballerina.

Nel frattempo, Mia, la ragazza di Sammy, appena tornata da uno scambio culturale in Israele, giunge all'Accademia per fargli una sorpresa. Il ragazzo, che sembra iniziare a provare qualcosa per Abigail, annulla un appuntamento con la sua ragazza per andare a vedere "Il lago dei cigni" proprio con Abigail. Quando la ragazza lo scopre, i due sono costretti ad ammettere che la loro relazione è finita.
- Altri interpreti: Tara Morice (Miss Raine), Victoria Hill (Natasha), Rani Luther (Natasha Dancing Double), Penny Cook (Caroline), Alycia Debnam-Carey (Mia), Brooke Lockett (Swan Lake Cygnet), Sharni Spencer (Swan Lake Cygnet), Eloise Fryer (Swan Lake Cygnet), Jessica Wood (Swan Lake Cygnet), Tzu-Chao Chou (Male Ballet Dancer), Olivia Cianci (Georgia) (non accreditata), Matt Lee (Sean) (non accreditato) Jessie McLachlan (Jade) (non accreditata)

## Due mondi a confronto
- Titolo originale: Crush Test Dummies
- Diretto da: Jeffrey Walker
- Scritto da: Deborah Parsons

### Trama
Ethan ha bisogno di un ballerino per la sua coreografia hip hop e chiede aiuto a Christian, il quale gli deve un favore per non aver avvisato il signor Kennedy del furto di denaro dal suo portafoglio. Christian accetta ma si rifiuta di ballare la coreografia di Ethan, ritenendola per niente danza di strada. Il ragazzo conduce Ethan nel suo vecchio quartiere per mostrargli un vero hip hop di strada australiano. Ethan, ispirato dal modo di ballare di Kaylah, riscrive completamente la coreografia.

Nel frattempo Tara tenta in ogni modo di attirare l'attenzione di Ethan mentre Kate inizia a temere che Sammy si sia innamorato di lei. Decise a scoprire di quale ragazza Sammy è innamorato, Kat e Tara resteranno molto sorprese nello scoprire che la ragazza in questione è Abigail.

Il giorno in cui Christian deve rappresentare la coreografia davanti al signor Kennedy il ragazzo non si presenta e va invece a fare surf. Ethan, profondamente deluso, va da Kaylah per chiederle di prendere il posto di Christian. Tweak, il cugino della ragazza, inizia a fare lo sbruffone con Ethan. I due inizieranno a fare a botte e nella rissa ci finirà anche Christian giunto in tempo ad aiutare Ethan.
- Altri interpreti: Tara Morice (Miss Raine), Robert Alexander (Signor Kennedy), Cariba Heine (Isabelle), Kat Risteska (Kaylah), Joel de Carteret (Tweak), Stephen Multari (Tim), Shayni Notelovitz (Bonnie), Matt Lee (Sean) (non accreditato), Yasmin Walsh (Ballerina Hip Hop di strada) (non accreditata)

## Crescere è un problema
- Titolo originale: Growing Pains
- Diretto da: Cherie Nowlan
- Scritto da: Sarah Lambert

### Trama
Abigail è sconvolta dal fatto che il suo seno sta cominciando a svilupparsi e cerca di nascondere la cosa a tutti indossando uno scaldacuore. Quando Miss Raine le chiede di toglierselo, Abigail afferma di volerlo tenere perché si sente poco bene e viene così mandata dal medico, la quale constata in lei solo un leggero raffreddore. Abigail dice a Miss Raine che il medico le ha chiesto di continuare ad indossare lo scaldacuore come precauzione medica, ma la prescrizione medica non fa menzione della cosa. Miss Raine comunica allora alla ragazza che non può ballare senza divisa e che quindi durante le lezioni resterà seduta a guardare. Una mattina Kat entra accidentalmente nella stanza di Abigail in cerca di Tara e trova la ragazza in lacrime. Le due parlano un poco e Kat dice ad Abigail di non lasciare che il suo corpo in sviluppo sia un ostacolo alla sua carriera di ballerina.

Nel frattempo, Sammy è costretto a comprare un sospensorio e Christian viene costretto ad accompagnarlo nello shopping. Il ragazzo è abbastanza contrario all'acquisto ma alla fine cederà e farà anche in modo che Christian ottenga il numero di telefono di Hayley, la bella e giovane commessa del negozio.

Nel frattempo, Tara è stanca di essere trattata da tutti, specialmente da Ethan, come se fosse una bambina. Un giorno stringe amicizia con Damien Lang, un ragazzo solista della Compagnia e proveniente dalla sua stessa città. Ben presto si sparge per l'Accademia la voce che i due hanno intrapreso una relazione sentimentale. Tara decide di sfruttare la cosa per far ingelosire Ethan, ma la cosa creerò uno scandalo che metterà a repentaglio la carriera di Damien. Chiamata nell'ufficio del preside, Tara è costretta ad ammettere di aver sfruttato a suo vantaggio la cosa sebbene tra lei e Damien non ci sia mai stato nulla. La ragazza poi si scusa con Damien, il quale le dice di non dovrebbe aver voglia di crescere così in fretta.

L'episodio termina con i ragazzi si divertono tirandosi gavettoni d'acqua.
- Altri interpreti: Tara Morice (Miss Raine), Robert Alexander (Mr Kennedy), Josef Brown (Patrick), Stuart McRae (Damien), Anne Looby (Dr. Wicks), Kym Thorne (Hayley), Matt Lee (Sean), Shayni Notelovitz (Bonnie), Claire Cohen (Hazel), Stephen Multari (Tim)

## Grandi occasioni
- Titolo originale: Heartbeat
- Diretto da: Cherie Nowlan
- Scritto da: Matt Ford

### Trama
Schernendo l'ossessione dei suoi amici con la popstar Myles Kelly, Kat crea un video di lei che balla sulla musica di una delle sue canzoni e poi lo pubblica in internet. Il video diventa un successo virale e attira l'attenzione di Myles Kelly, che richiede Kat come ballerina nel suo ultimo video musicale. Durante le riprese, Kat critica i costumi e le coreografie di Myles, affermando che degrada le donne, così lui la sfida ad aiutarlo a creare nuove coreografie ed uno stile diverso per il video musicale. Quando Myles vede il talento di Kat, è estremamente colpito dalla sua etica lavorativa e la invita a diventare una ballerina permanente nel suo tour. Anche se tra i due sembra nascere una storia d'amore, Kat decide di non accettare il suo invito.

Nel frattempo, Christian ed Ethan diventano sempre più amici, ma si ritrovano uno contro l'altro quando partecipano a dei provini per un posto nel programma della coreografa Dana Strong. Christian dimostra di essere il ballerino più adatto al posto, ma sapendo quanto Ethan ci tenga ad ottenerlo, rifiuta segretamente l'offerta di Dana per permettere al suo amico di ottenere la parte.
- Altri interpreti: Robert Alexander (Signor Kennedy), Adam Saunders (Myles Kelly), Melanie Vellejo (Dana), Olivia Simone (Tristanne), Maz Compton (VJ), Morgan Smallbone (Direttore del video clip), Danielle Cook (Ballerina del video clip), Karlee Misipeka (Ballerina del video clip), Jessica Stokes (Ballerina del video clip), Helen Sweeny (Donna anziana), Matt Lee (Sean) (non accreditato)

## Segreti imbarazzanti
- Titolo originale: Through the Looking Glass
- Diretto da: Cherie Nowlan
- Scritto da: David Hannam

### Trama
Aaron, il migliore amico di Christian, viene a fargli visita all'Accademia e si fa ospitare per una notte. Durante la sua permanenza il ragazzo comunica a Tara, Kat e Sammy che la vera ragione per cui Christian è all'Accademia è che è in attesa di processo per aver commesso una rapina insieme a lui. Quando la fotocamera di Kat scompare il gruppo sospetta che sia stato Aaron a prenderla. Il ragazzo sostiene di essere innocete, ma usa Christian come alibi per un crimine molto più grave.

Quando Miss Raine le fa intendere che è troppo grassa, Abigail furiosa rompe lo specchio appartenuto alla nonna di Tara e poi per farsi perdonare la invita fuori a pranzo. Entrate in un negozio d'antiquariato le due vengono trattenute dalla proprietaria quando Abigail viene sorpresa a rubare.
- Altri interpreti: Tara Morice (Miss Raine), Robert Alexander (Signor Kennedy), Josef Brown (Patrick), Arianthe Galani (Julianna), Luke Bracey (Aaron), Brett Williams (Sergente Andrews), Matt Lee (Sean)

## Una giornata perfetta
- Titolo originale: One Perfect Day
- Diretto da: Cherie Nowlan
- Scritto da: Max Dann

### Trama
Tara è estasiata quando Ethan le offre il ruolo da ballerina nella sua coreografia che sta realizzando insieme a Dana. La ragazza spera che questo possa farli sempre di più avvicinare e far nascere qualcosa tra di loro. Ben presto Tara si rende conto che il ragazzo sembra essere solo interessato a fare colpo su Dana.

Nel frattempo, Paige, la sorella minore di Abigail, giunge all'Accademia per passare con la sorella il fine settimana. La ragazzina, che vuole stare in compagnia di Kat e Sammy, li costringe ad andare con lei al Luna Park. Più tardi, una volta rimasta sola con Paige, Abigail ha una discussione con lei e la bambina scappa via. Preoccupata Abigail telefona a Kat, la quale le dice che Paige è molto in gamba e che probabilmente ha fatto ritorno all'Accademia. Infatti Paige si trova lì e tormenta Christian facendogli continuamente domande su Sammy, del quale sembra essersi presa una cotta. Quando Kat e Sammy la trovano si mettono a giocare con lei e quando Abigail li vede tutti felici pensa che sia stato tutto organizzato al solo scopo di farla sentire male. Paige chiarisce l'equivoco e le dice che tutti le vogliono bene, compresa lei.

Intanto Dana dice ad Ethan di non mettere sotto pressione Tara e il ragazzo allora le dice che sta facendo tutto questo per lei. Dana gli fa capire di non essere interessata a lui e se ne va. Tara balla il pezzo coreografato da Ethan lasciandolo a bocca aperta. I due poi si scambiano un bacio.
- Altri interpreti: Tara Morice (Miss Raine), Melanie Vallejo (Dana), Zoe Ioannou (Paige), Nao Abbey (Silverman), Nicole Mitchell (Pas De Quatre Dancer), Kristin Scott (Pas De Quatre Dancer), Matt Lee (Sean) (non accreditato), Luke Webb (Louis) (non accreditato)
- Note:
  - Quando Christian suona la chitarra sul letto, le riprese dall'alto lo mostrano seduto a gambe incrociate, mentre le riprese di lato lo mostrano seduto con la gamba destra allungata.

## Sotto pressione
- Titolo originale: Pressure
- Diretto da: Jeffrey Walker
- Scritto da: Samantha Strauss

## Genitori e figli
- Titolo originale: Family
- Diretto da: Jeffrey Walker
- Scritto da: Samantha Strauss

### Trama
È l'Open Week all'Accademia ed i genitori assistono ad una serie di lezioni dimostrative dei loro figli. Tara è entusiasta di rivedere i suoi genitori ma rimane molto scioccata quando sua madre le dice che la fattoria di famiglia versa in gravi difficoltà finanziarie.

Nel frattempo, anche gli altri ragazzi hanno a che fare con la presenza ingombrante o meno dei loro genitori. Kat si sente tradita quando scopre che sua madre ha rinunciato ad una vacanza in famiglia per andare a ballare all'estero e si vendica dedicandosi allo shopping con la carta di credito di Natasha. Sammy soffre molto per il fatto che suo padre non si è presentato e capisce che non accetterà mai il fatto che lui voglia diventare un ballerino. Sammy è anche preoccupato per Abigail, la quale è ancora a casa malata, e decide di andare a trovarla di nascosto quando sua madre gli impedisce di andare a trovarla.

Christian, che non ha nessuno che è venuto a trovarlo, stringe inaspettatamente amicizia con il padre di Tara, Neil. Ethan invece ha difficoltà a piacere all'uomo che vede il giovane come un ricco bambino viziato. Tara, compreso che la sua famiglia viene prima del suo amore per la danza, decide di lasciare l'Accademia in modo così da consentire ai genitori di risparmiare gli alti costi degli studi. Informa della cosa Miss Raine, la quale, per non perdere una così valida ballerina,
le fa assegnare una borsa di studio permettendole così di continuare a frequentare l'Accademia.
- Altri interpreti: Tara Morice (Miss Raine), Steve Vidler (Neil Webster), Vanessa Gray (Jan Webster), Victoria Hill (Natasha Karamakov), Matt Lee (Sean), Monique Spanbrook (Signora Lieberman), Narek Armaganian (Ari Lieberman), Suzannah McDonald (Pip, la giornalista)

## Si ricomincia
- Titolo originale: Turning Pointes
- Diretto da: Ian Gilmour
- Scritto da: Greg Waters

### Trama
- Altri interpreti: Tara Morice (Miss Raine), Socratis Otto (Adam, lo psicologo), Andrew Hazzard (Lucas), Dorian Nkono (Solomon), Lola Nixon (Bubbeh Lieberman), Jack Webster (Joe), Carmel Mullin (Greta), Matt Lee (Sean) (non accreditato)

## La mia vita sulle punte
- Titolo originale: My Life En Pointe
- Diretto da: Catriona McKenzie
- Scritto da: Sam Carroll

### Trama
- Altri interpreti: Tara Morice (Miss Raine), Maria Dragus (Petra), Robert Alexander (Mr Kennedy), Ashleigh Ross (Scout), Travis Cardona (Gus), Andrew Hazzard (Lucas), Matt Lee (Sean) (non accreditato)

## Controllo
- Titolo originale: Free Falling
- Diretto da: Catriona McKenzie
- Scritto da: Samantha Strauss

### Trama
Profondamente amareggiata quando i suoi genitori ignorano il suo sedicesimo compleanno, Kat organizza una grande festa nella loro casa di fronte al porto. La casa si riempie in fretta di un gran numero di ragazzi e gli eventi sfuggono al controllo. Kat si ubriaca e Lucas cerca di approfittarsene, ma fortunatamente interviene Christian a salvarla. Kat si confida quindi con il ragazzo e finisce per baciarlo. Confusa dai suoi sentimenti, Tara arriva alla festa determinata a parlare ad Ethan del bacio che ha dato a Christian, ma quando vede il ragazzo baciarsi con Kat fugge dalla festa.

Abigail, costretta da Sammy a partecipare alla festa, scopre per caso sul cellulare di Petra la foto che la ragazza ha scattato a Tara e Christian mentre si baciavano e la invia a Kat. La foto viene così vista anche da Ethan, che resta profondamente deluso della fidanzata e del suo amico. Per strada Christian si ritrova a lottare con Lucas mentre la polizia viene chiamata per concludere la festa.

Il giorno seguente il preside Kennedy informa tutti gli studenti presenti alla festa che sono in punizione.
- Altri interpreti: Tara Morice (Miss Raine), Maria Dragus (Petra), Robert Alexander (Mr Kennedy), Andrew Hazzard (Lucas), Matt Lee (Sean), Shayni Notelovitz (Bonnie), Claire Cohen (Hazel), Elle McLeod (Older Girl # 1), Camelia Mowbray (Older Girl #2), Conor Fogarty (Pashing Boy),

## Sogno di una notte di mezza estate
- Titolo originale: A Midsummer's Night's Dream
- Diretto da: Catriona McKenzie
- Scritto da: Samantha Strauss

### Trama
Kat ha smesso di rivolgere la parola a Tara e a complicare ulteriormente le cose qualcuno sta continuamente tormentando ed umiliando la ragazza facendo apparire ovunque la foto di lei intenta a baciare Christian. Nel frattempo, ad Abigail viene assegnato il compito di svolgere una ricerca su Sogno di una notte di mezza estate di William Shakespeare e Sammy gli viene assegnato come tutor.

Quando gli studenti vengono portati in campeggio per le prove del balletto di Sogno di una notte di mezza estate, Tara, convinta che sia Kat a tormentarla con le foto, la affronta in una lotta fisica nel corso della quale finiscono in una pozzanghera di fango. Mandate a farse la doccia, le due continuano a litigare e questo spinge Petra a portare via i loro vestiti nel tentativo di costringerle a riappacificarsi. Recatesi in mezzo alle tende dei maschi per recuperare dei vestiti, le due scoprono che è stato Sean a tappezzare ovunque con le foto. Messo alle strette il ragazzo confessa affermando di averlo fatto solamente perché sperava così di riuscire a rendere felice Kat della quale è profondamente innamorato.

Intanto Sammy capisce di provare qualcosa per Abigail e la bacia.
- Altri interpreti: Tara Morice (Miss Raine), Maria Dragus (Petra), Deborah Kennedy (Miss Histead), Josef Brown (Patrick), Cariba Heine (Isabelle), Matt Lee (Sean), Shayni Notelivitz (Bonnie), Claire Cohen (Hazel), Stephen Multari (Tim)

## Cambio di look
- Titolo originale: Betty Bunheads
- Diretto da: Catriona McKenzie
- Scritto da: Alicia Walsh

### Trama
Petra è entusiasta quando il signor Kennedy la invita a rimanere a Sydney presso l'Accademia, tuttavia quando la Compagnia di Balletto di Berlino le offre un contratto si trova di fronte ad una difficile scelta da prendere: inseguire il suo sogno di una vita o trascorrere i prossimi anni insieme ad i suoi nuovi amici che le vogliono bene? La ragazza decide infine di restare con grande felicità di tutti tranne quella di Abigail che la vede come una rivale. Intanto Abigail si frequenta con Sammy, ma non vuole che gli altri studenti della scuola lo sappiano.

Petra, Tara e Sammy, convinti di avere un pomeriggio libero, si recano a fare un picnic nei giardini botanici. Durante il picnic Petra spera che tra lei e Sammy, il ragazzo della quale è innamorata, possa nascere qualcosa.

Nel frattempo, Christian insieme a Kat fanno in modo che la piccola Scout venga ammessa alle audizioni per i corsi dei bambini della scuola elementare.

A fine episodio Petra decide di tornare in Germania, per poter stare vicino alla sua famiglia e per poter vivere il suo sogno, ma non dimenticherà mai i suoi amici dell'Accademia.
- Altri interpreti: Tara Morice (Miss Raine), Maria Dragus (Petra), Ashleigh Ross (Scout), Matthew Guilfoyle (Thomas) (non accreditato)
- Note:
  - Tim Pocock, accreditato nella sigla, non compare invece nell'episodio.

## Un posto per crescere
- Titolo originale: Fairest and Best
- Diretto da: Ian Gilmour
- Scritto da: David Hannam

### Trama
I giovani giocatori di rugby dell'Institute of Sport sono ospitati all'Accademia Nazionale per una settimana di allenamento specializzato al fine di migliorare la loro elevazione, coordinazione e flessibilità. Ben presto scoppia la tensione tra loro e i ballerini e nasce una sfida per stabilire quale sia lo sport più difficile. Gli sportivi dovranno imparare un balletto ed eseguirlo senza errori, mentre i ballerini dovranno segnare almeno una volta in una partita di rugby.

Nel frattempo Sammy e Abigail continuano a tenere la loro relazione segreta perché la ragazza si rifiuta di ammettere in pubblico di provare qualcosa per Sammy. A dimostrazione che per lei un bacio non significa niente, Abigail bacia Jai, uno dei giocatori di rugby.

Intanto Miss Raine crea competizione tra Tara e Abigail durante alcune lezioni private con lo scopo di spingere entrambe ad impegnarsi sempre di più per superare l'altra.

Alla fine i rugbisti riusciranno a ballare senza errori, anche grazie alle lezioni ricevute da Kat, e i ballerini riusciranno a segnare un punto nella partita. Durante i festeggiamenti post partita Sammy bacia pubblicamente Abigail rivelando così a tutti della loro relazione.
- Altri interpreti: Tara Morice (Miss Raine), Josef Brown (Patrick), Chris Foy (Jai), Burgess Abernethy (Ollie), Matt Lee (Sean), Stephen Multari (Tim), Zika Nester (Tikkinova)
- Note:
  - Burgess Abernathy, guest star dell'episodio, ha recitato insieme a Cariba Heine, che nella serie interpreta Isabelle, nella serie televisiva H2O.
  - In una scena dell'episodio Ollie invita Kat a vedere il film Shrek.

## ...E dopo la vita
- Titolo originale: Ballet Fever
- Diretto da: Ian Gilmour
- Scritto da: Ellie Beaumont

### Trama
- Altri interpreti: Tara Morice (Miss Raine), Robert Alexander (Signor Kennedy), Victoria Hill (Natasha Karamakov), Rani Luther (Natasha Dancing Double), Matt Lee (Sean), Millie Spencer-Brown (Shelley), Shayni Notelovitz (Bonnie), Claire Cohen (Hazel), David Dennis (Insegnante di Hip Hop), Inge Sildnik (Tara Stunt Double)
- Note:
  - Tim Pocock, accreditato nella sigla, non compare invece nell'episodio.

## Paura di perdersi
- Titolo originale: FOMO: Fear of Missing Out
- Diretto da: Ben Chessell
- Scritto da: Samantha Strauss

### Trama
Tara, nonostante il ginocchio ingessato, dedica tutto il suo tempo ad organizzare una festa di fine anno scolastico e al suo fidanzato, Christian.

Nel frattempo Damien Lang, solista della Compagnia con lo stesso identico infortunio di Tara, non è più in grado di danzare e la Compagnia è costretta a sostituirlo con un ragazzo del terzo anno. Ethan viene a sapere che è stato scelto lui come sostituto ma che la Compagnia vuole fare ugualmente dei provini ad altri come pura formalità. Ad una visita medica, Ethan scopre che Tara ha mancato l'appuntamento con il dottore ed intuisce che la ragazza sta comportandosi in modo strano.

Intanto Sammy ed Abigail decidono di fare l'amore per la prima volta. Poiché la ragazza vuole che avvenga in modo speciale, Sammy chiede qualche consiglio al suo amico Christian.

Quando Ethan decide di parlare con Tara sul suo infortunio, la ragazza gli confida che le piace essere infortunata perché così può dedicarsi ad altre cose che non siano il ballo.

Quando ha modo di vedere come sta soffrendo Damien per il fatto che non potrà mai più ballare, Tara si decide ad andare dal dottore per farsi togliere il gesso. Poi, poco prima della festa che ha organizzato, ha un colloquio con Miss Raine, la quale le dice che deve decidersi una volta per tutte se vuole essere una ballerina o un'adolescente come tutte le altre.

La festa di fine anno ha inizio. Abigail e Sammy si appartano per fare l'amore, ma il ragazzo capendo che quello non è il momento giusto decide che è meglio lasciar perdere. Christian e Tara iniziano a litigare quando il ragazzo la accusa di confidarsi di più con Ethan che con lui. Christian tronca la relazione con Tara e la lascia da sola sulla pista da ballo.
- Altri interpreti: Tara Morice (Miss Raine), Anne Looby (Dr Wicks), Stuart McRae (Damien), Stephen Multari (Tim), Matt Lee (Sean)

## Fuggire o combattere
- Titolo originale: Flight or Fight Response
- Diretto da: Ben Chessell
- Scritto da: Liz Doran

### Trama
Manca una settimana al processo di Christian ed il ragazzo è preoccupato che il suo migliore amico e co-imputato Aaron non si presenti in tribunale per scagionarlo ed ammettere di essere stato lui a progettare la rapina. A conferma di queste sue paure è il fatto che Aaron sembra essere scomparso e non risponde più alle sue chiamate. Temendo che presto finirà in prigione, Christian decide di smettere di smettere di ballare e di trascorrere il tempo che gli resta facendo tutte le cose che ha sempre desiderato fare.

La relazione tra Sammy ed Abigail procede intanto in modo insolito perché il ragazzo ha iniziato ad ignorare sempre di più la ragazza per trascorrere maggior tempo con la sua amica Kat. Kat intanto sta organizzando un corso clandestino di hip pop al quale Abigail decide di partecipare nella speranza di far contento il suo ragazzo.

Venuto a conoscenza del fatto che Christian rischia di essere espulso dall'Accademia per il suo alto numero di assenze dalle lezioni, Sammy lo raggiunge sulla spiaggia per convincerlo a non gettare al vento tutto ciò per il quale ha così duramente lavorato. I due trascorrono insieme tutto il pomeriggio divertendosi molto, ma così Sammy si dimentica un appuntamento con Abigail.

Nel frattempo Tara sta effettuando la riabilitazione con l'aiuto di Ethan, il quale ancora non ha ancora deciso se accettare o meno il ruolo offertogli dalla Compagnia, perché non è più sicuro che sia quello che vuole realmente. Alla fine il ragazzo decide di non accettare il ruolo perché intenzionato a creare coreografie per balletti.
- Altri interpreti: Robert Alexander (Signor Kennedy), Josef Brown (Patrick), Anne Looby (Dr Wicks), Kat Risteska (Kaylah), Henry Nixon (James, l'avvocato)
- Note:
  - In un dialogo tra Kat e Sammy vengono citati i personaggi di Hermione, Ron e Harry della serie di "Harry Potter".

## Amici da aiutare
- Titolo originale: BFF: Best Friends Forever
- Diretto da: Cherie Nowlan
- Scritto da: Samantha Strauss

### Trama
Il giorno del processo a carico di Christian è ormai vicino e per sua fortuna Sammy gli sta molto vicino e lo aiuta a prepararsi per affrontare il giudice. Aaron ritorna e parlando con Christian lo mette al corrente del fatto che molto probabilmente finirà in prigione. Christian decide così di modificare la sua difesa per aiutare il suo vecchio amico. Sammy, deciso ad impedire che il suo amico commetta una simile sciocchezza, chiede aiuto anche a Kaylah. La ragazza tenta di convincere Christian e lo abbraccia per dargli sostegno. Tara li vede e va su tutte le furie dalla gelosia. Informata da Sammy circa l'udienza in tribunale di Christian, la ragazza affronta il ragazzo e quando lui le dice che lei non lo conosce, Tara inizia a pensare di non voler andare a sostenerlo in tribunale.

Nel frattempo Ethan decide di creare una coreografia e mandare il video in Spagna ad una famosa Compagnia con la speranza di essere preso. Kat, nel tentativo di impedire che il fratello se ne vada via, studia un piano per fare in modo che Tara ed Ethan tornino a stare insieme. Il suo piano fallirà e sarà Abigail a farle capire che anche se suo fratello dovesse partire non sarà un addio definitivo.

Alla fine l'intero gruppo di amici va a sostenere Christian in tribunale e Aaron gli impedisce di mentire per aiutarlo. Christian viene così assolto.
- Altri interpreti: Tara Morice (Miss Raine), Robert Alexander (Signor Kennedy), Josef Brown (Patrick), Stephen Multari (Tim), Luke Bracey (Aaron), Kat Risteska (Kaylah), Henry Nixon (James, l'avvocato), Matt Lee (Sean), Morgan Choice (Partner di danza di Patrick), Neil Sharma (Ragazzo delle consegne)

## I provini
- Titolo originale: Heatwave
- Diretto da: Cherie Nowlan
- Scritto da: David Hannam

### Trama
Dopo il processo, Sammy e Christian sono diventati sempre più inseparabili. Sammy è euforico della cosa perché non ha mai avuto un amico come Christian. Tuttavia, quando Christian abbandona Sammy per passare del tempo con Tara, il ragazzo prova una sensazione spiacevole molto simile alla gelosia. Sammy inizia quindi a domandarsi se si sia preso una cotta per il suo amico e si confida con Kat, la quale gli dice di non preoccuparsi.

Nel frattempo hanno luogo le audizioni per la produzione di fine anno de Lo Schiaccianoci e il padre di Kat ed Ethan, l'acclamato coreografo Sebastian Karamakov, sta dirigendo il balletto. Ethan cerca di impressionare suo padre con i suoi piani per la coreografia, ma gli viene detto che è troppo esteso e invitato ad essere l'assistente di Sebastian. Abigail viene informata dalla sorellina Paige che i loro genitori si stanno separando e, seppur devastata dalla notizia, la ragazza troverà comunque la forza per concentrarsi interamente sulla sua audizione. Tara, felice di poter ballare di nuovo, affronta l'audizione senza alcuna aspettativa. Kat invece lascia la stanza nel mezzo della sua audizione, rifiutando così un probabile ruolo nel balletto ed inviando un chiaro segnale a suo padre.

Quando i ruoli sono annunciati, Abigail è entusiasta di scoprire che ha un ruolo da solista, ma il ruolo ancora più importante di Clara è stato assegnato a Tara.
- Altri interpreti: Tara Morice (Miss Raine), Peter O'Brien (Sebastian Karamakov), Josef Brown (Patrick), Zoe Ioannou (Paige), Matt Lee (Sean), Shayni Notelovitz (Bonnie)

## Lo Schiaccianoci
- Titolo originale: The Deep End
- Diretto da: Cherie Nowlan
- Scritto da: Greg Waters

### Trama
- Altri interpreti: Tara Morice (Miss Raine), Peter O'Brien (Sebastian Karamakov), Josef Brown (Patrick), Adam Saunders (Myles Kelly), Socratis Otto (Adam, lo psicologo), Shayni Notelovitz (Bonnie), Matt Lee (Sean) (non accreditato)

## Il Momento della Verità
- Titolo originale: Learning to Fly, Part 2
- Diretto da: Cherie Nowlan
- Scritto da: Samantha Strauss

### Trama
- Altri interpreti: Tara Morice (Miss Raine), Peter O'Brien (Sebastian Karamakov), Adam Saunders (Myles Kelly), Matt Lee (Sean), Monique Spanbrook (Mrs Lieberman), Narek Armaganian (Ari Lieberman), Chloe Bayliss (Natasha giovane), Suzi-Ann Ryan (Olga), Fenella McKirdy (Josephine), Alysha Chan (Audition Girl), Shayni Notelovitz (Bonnie) (non accreditata)